# Jajuravan
Jajuravan (en arménien Ջաջուռավան ; anciennement Jajur kayaran) est une communauté rurale du marz de Shirak en Arménie. En 2008, elle compte 189 habitants.